# 개국 (신라)
개국(開國)은 신라 진흥왕(眞興王)의 두 번째 연호이다. 551년에서 567년까지 17년 동안 사용하였다. 진흥왕이 8세에 왕위에 올라 모친 식도부인의 섭정을 받을때까지 법흥왕이 사용했던 건원 연호를 사용하다가, 19세가 된 551년 친정을 시작하게 되면서 개국 연호를 사용하기 시작했다.

## 연대대조표
| 개국 | 원년       | 2년        | 3년        | 4년        | 5년        | 6년        | 7년        | 8년        | 9년        | 10년       |
| 서력 | 551년      | 552년      | 553년      | 554년      | 555년      | 556년      | 557년      | 558년      | 559년      | 560년      |
| 간지 | 신미(辛未) | 임신(壬申) | 계유(癸酉) | 갑술(甲戌) | 을해(乙亥) | 병자(丙子) | 정축(丁丑) | 무인(戊寅) | 기묘(己卯) | 경진(庚辰) |
| 개국 | 11년       | 12년       | 13년       | 14년       | 15년       | 16년       | 17년       |            |            |            |
| 서력 | 561년      | 562년      | 563년      | 564년      | 565년      | 566년      | 567년      |            |            |            |
| 간지 | 신사(辛巳) | 임오(壬午) | 계미(癸未) | 갑신(甲申) | 을유(乙酉) | 병술(丙戌) | 정해(丁亥) |            |            |            |

## 개국 연간에 일어난 일
- 원년
  - 9월: 거칠부가 이끄는 신라군이 백제, 가야와 왜의 연합군과 함께 고구려를 공격해 한강 유역을 차지하다.
- 2년 
  - 고구려, 장안성을 쌓다.
- 3년 
  - 황룡사(黃龍寺) 축조 - 2월에 신라가 월성 동쪽에 황룡사를 짓다.
  - 나제동맹 결렬 - 7월에 신라가 백제로부터 한강 유역을 빼앗아 차지하고 신주(新州)를 설치하다.
- 4년
  - 백제 성왕 피살 - 12월, 백제의 성왕이 가야, 왜의 연합군과 함께 신라의 관산성을 공격했으나, 신라의 매복에 걸려 성왕과 휘하 좌평 4명이 피살당하다.
- 5년 
  - 북한산 순행 - 10월, 진흥왕이 신주의 북한산을 돌아보고 순수비를 세우다.
- 6년
  - 비열홀주 설치 - 7월, 지금의 함경도 안변에 신라의 비열홀주가 설치되다.
- 7년
  - 국원소경 설치 - 신라가 지금의 충청북도 충주인 국원성을 소경(小京)으로 삼다.
- 11년
  - 가야의 멸망 - 9월, 이사부, 사다함 등이 대가야를 쳐서 멸하다.
- 15년
  - 황룡사, 준공되다(《삼국사기》).

### 죽음
- 3년 
  - 백제 성왕

## 같이 보기
- 한국의 연호

## 참고 자료
- 《삼국사기》권4・신라본기(新羅本紀)・진흥왕기(眞興王紀)
  - "12년 봄 정월, 개원하여 개국이라 하였다(十二年春正月, 改元開國)."
- 《삼국사기》권4・신라본기・진흥왕기
  - "29년, 개원하여 대창이라 하였다(二十九年, 改元大昌)."

| 이전연호: | 다음연호: |
| --------- | --------- |
| 건원      | 대창      |